# Dosna indická

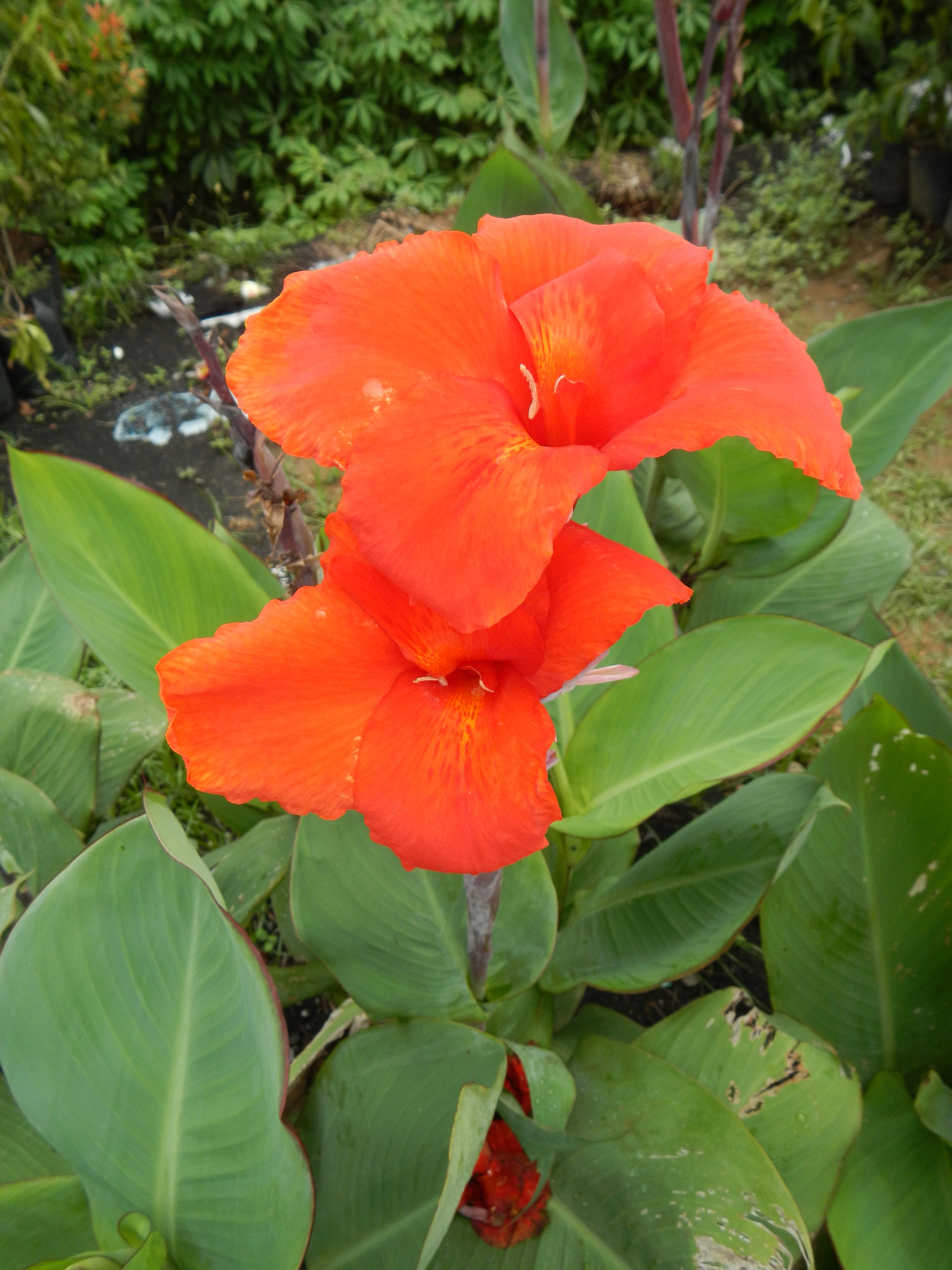
Květy dosny indické

Dosna indická (Canna indica) je jedním z asi padesáti druhů rodu dosna, jediného rodu čeledě dosnovitých. Je to vzrůstná zahradní okrasná rostlina pěstovaná pro své netradiční květy a sytě zelené listy. Pochází z amerických tropických oblastí, odkud se lidským přičiněním rozšířila do tropů celé Ameriky, východní a jižní Afriky, jihovýchodní Austrálie, na Nový Zéland i některé pacifické ostrovy. Druhové jméno indická se nevztahuje ke státu Indie, ale k Západní Indii (Karibiku), odkud se do Evropy dostala.

## Ekologie
V subtropech a tropech při dostatku vláhy a tepla rostou a kvetou celoročně. Ve středoevropských podmínkách je sezónní rostlinou, nesnáší chlad a již vůbec ne mráz. Vysazuje se do zahrad až pomine nebezpečí jarních mrazíků, neboť i krátkodobý pokles teploty pod 0 °C listy zcela spálí, hlízy v zemi většinou slabé mrazy přečkají. Pro zdárný růst potřebuje teplé, slunné stanoviště a živinami hojně zásobenou propustnou půdu.
K uspíšení kvetení se časně z jara nechávají hlízy před výsadbou narašit. Po dobu vegetace, kdy rostliny narůstají a kvetou, potřebují dostatek vlhkosti. S příchodem chladného podzimu nadzemní část rostlin usychá, tehdy ji prospívá sucho. Před podzimními plískanicem se hlízy vyjímají a uskladňují v suchých, chladných, ale nemrznoucích prostorách.

## Popis
Dosna indická je vytrvalá rostlina s jednoduchými vzpřímenými lodyhami dorůstající do výše 90 až 180 cm. Robustní sytě zelená lodyha vyrůstající z hrubého částečně plazivého dužnatého oddenků je střídavě porostlá objímavými listy dlouhými 20 až 60 cm a širokými 10 až 30 cm. Vejčitě kopinaté čepele se zpeřenou žilnatinou jsou po obvodě celokrajné a vrcholek mají zašpičatěný.
Květy vyrůstají na konci lodyhy samostatně nebo v párech v koncovém, staženém, hroznovitém nebo klasovitém květenství, které je tvořeno šesti až dvaceti nápadnými červenými, až žlutooranžovými květy s listeny. Květ má tři červené 1,5 cm dlouhé volné kališní lístky (vzniklé z listenů) a 3 cm dlouhé vespod srostlé žlutooranžové korunní lístky (vzniklé z patyčinek) tvořící 1,5 cm trubku. Barvy květů jsou dost variabilní.
Jediná plodná tyčinka je 4 cm dlouhá, má načervenalou nitku a prašník pouze s jedním váčkem, druhý je přeměněn v lupenitý výrůstek. Ostatní dvě až tří vztyčené patyčinky jsou změněny v podlouhlé úzké žluté nebo červené lístky. Spodní patyčinka je ohnuta dolů, má na špičce mělký zářez a tvoří pysk. Spodní, zelený, trojpouzdrý semeník nese jednoduchou, kyjovitě ztloustlou čnělku.
Plod je široce vejčitá, trojpouzdrá, 1,5 cm velká, bradavičnatá tobolka se zbytkem vytrvalého kalichu. Její barva se mění se zráním od zelené a purpurové po hnědou, otvírá se třemi chlopněmi a obsahuje černá, hladká vejčitá semena velká 5 až 8 mm. Ploidie druhu je 2n = 18.

## Rozmnožování
Rostlina se rozmnožuje rozrůstáním oddenků nebo semeny. Na větší vzdálenosti se úlomky oddenků šíří ve volné přírodě velkou vodou nebo při pěstování v zahradním odpadu. Semena po okolí rozptylují ptáci požírající dozrávající tobolky a vypadaná jsou odnášena vodou z přívalových dešťů. V domácích podmínkách lze rostliny množit na jaře dělením oddenků, každý kousek musí mít pupen.

## Význam
Dosny indické jsou pěstovány jako okrasné rostliny, které dobře vyniknou vysázené ve skupinách na trvalkových záhonech a v různých parkových úpravách. Pro svou oblíbenost jsou hojně šlechtěny na barvu květů, vzrůstnost a dobu kvetení. V současnosti prodávané rostliny nejsou původní druhy, ale různé variety a hybridy.
V teplých, na potraviny chudých oblastech byly sázené pro své hlízy, ty obsahují hodně škrobu a po usušení se mlely na mouku. Podle toho měla rostlina starší název Canna edulis dosna jedlá.
Mnohdy v tropech vytvářejí rostliny na březích vodních toků velké, husté, monokulturní shluky a vytlačují z nich původní vlhkomilné rostliny a tím i faunu. Dále omezují průtok vody, zvyšují možnost záplav a znesnadňují přístup k břehům vodních toků. V některých zemích, např. v Austrálii, na Havaji, v Keni a Jihoafrické republice je dosna indická považována za invazní druh, je zakázáno ji vysazovat a vědomě se hubí. Je považována za plevel, který nemá pro lidí ani zvířata žádný ekonomický význam a naopak škodí životnímu prostředí.

## Galerie

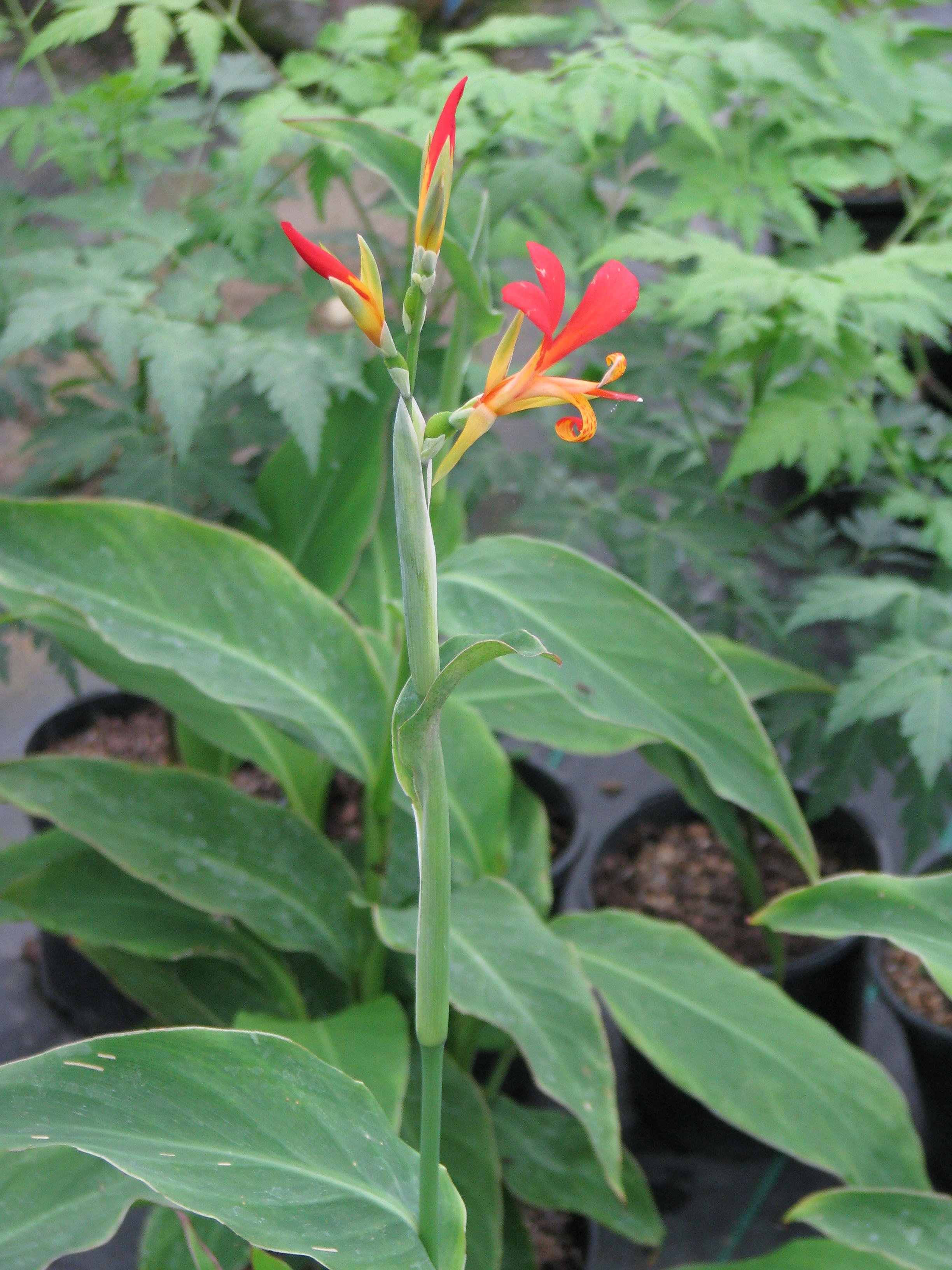
Mladá rostlina
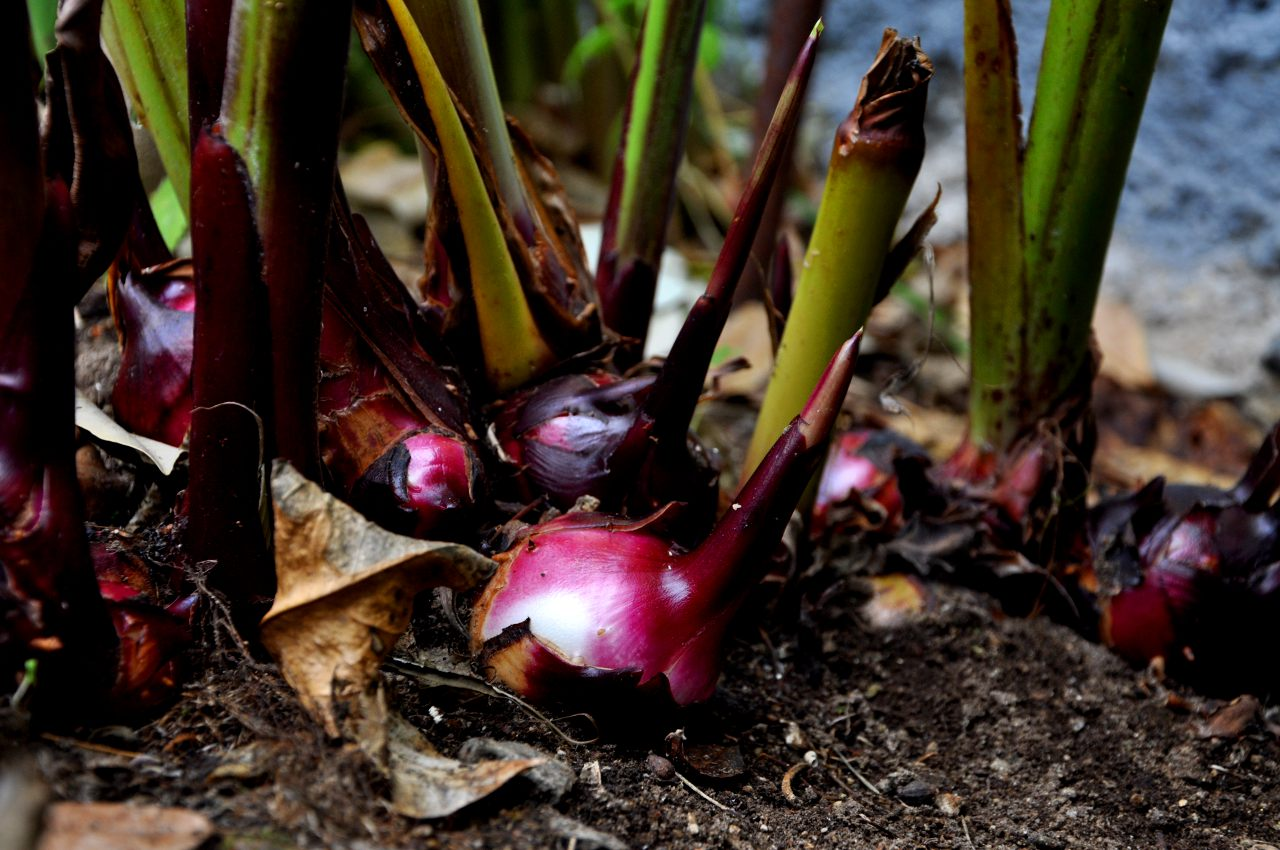
Vrcholky hlíz
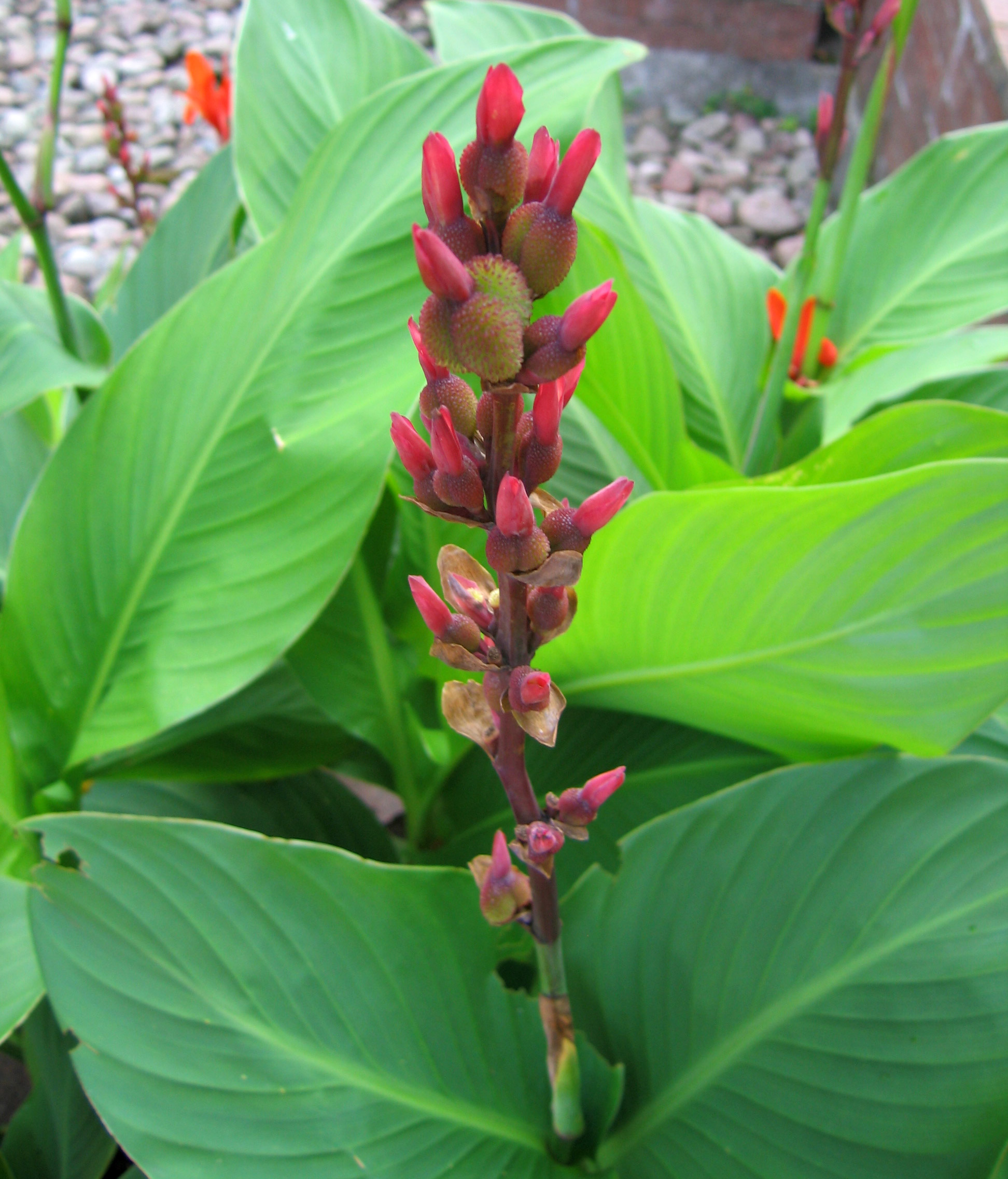
Zrající tobolky
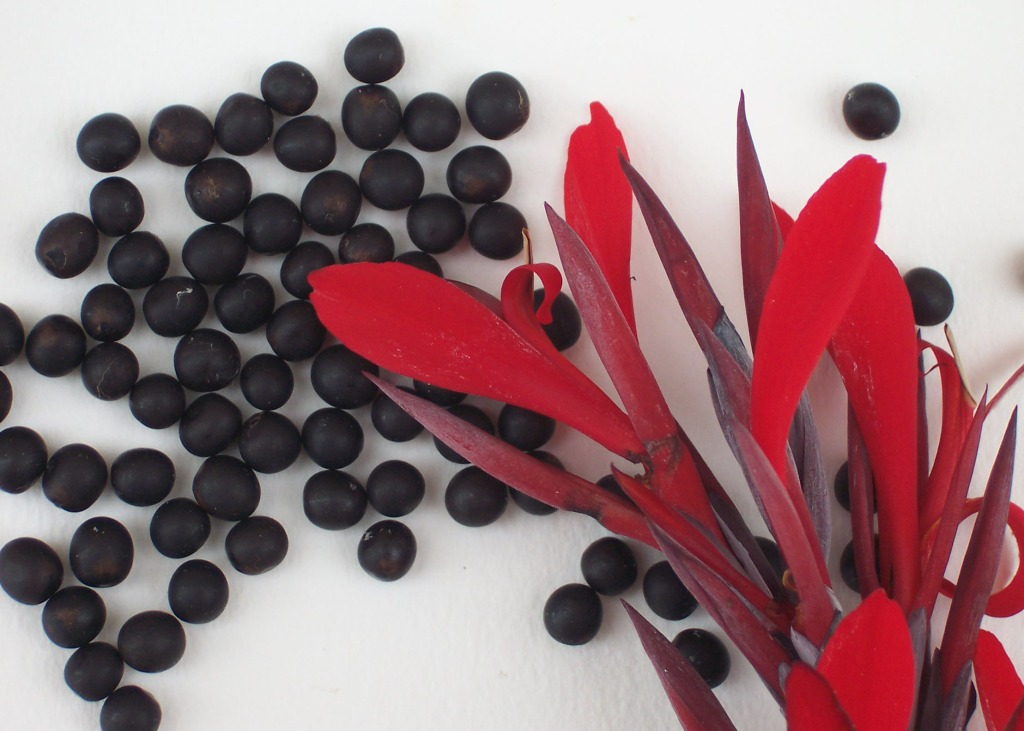
Semena